# 첨해 이사금
첨해이사금(沾解泥師今, ? ~ 261년, 재위 247년 ~ 261년)은 신라의 12번째 임금이며, 조분이사금의 친동생이다.
재위 원년에 사벌국이 반란을 일으키자 석우로를 파견해 이를 평정하고 사벌국을 폐지해 사벌주를 설치하였다. 이는 신라 역사상 첫 주(州)의 설치 사례이다. 재위 이듬해인 248년 고구려와 화친하였다. 249년에는 서불한 석우로의 실언으로 왜가 쳐들어와 우로를 죽였다.
255년 음력 9월 백제가 쳐들어와 일벌찬 익종(翊宗)을 보내 괴곡(槐谷) 서쪽에서 맞아 싸우게 했으나 패배하였다. 그대로 음력 10월에 봉산성(烽山城)을 쳤으나 함락시키지는 못하였고, 그 후 약 6년간 왕위에서 있다가 261년 12월 28일에 갑자기 사망했는데, 다음 왕이 조분이사금의 사위인 미추이사금이며, 능과 가족관계는 남아있지 않다.
259년과 260년 연달아 가뭄과 홍수를 맞아 민심이 흉흉해진 가운데 261년 음력 2월 달벌성(達伐城)을 쌓고 전쟁 준비를 시작하였다.
이에 음력 3월에 백제가 화친을 요청했으나 허락하지 않았다.

## 가계
- 아버지: 석골정(昔骨正) - 벌휴 이사금(伐休泥師今)의 아들
- 어머니: 옥모부인 김씨(玉帽夫人 金氏) - 구도 갈문왕(仇道 葛文王)의 딸
  - 형: 조분 이사금(助賁泥師今)
  - 부인: 김씨(金氏)
    - 아들: 석복(昔福)

## 같이 보기
- 고구려
  - 동천왕 (227년 - 248년)
  - 중천왕 (248년 - 270년)
- 백제
  - 고이왕 (234년 - 286년)

## 참고 문헌
- 김부식 (1145). 〈권02 첨해 이사금 條,  권45 석우로(昔于老) 條〉. 《삼국사기》.

| 전 대 조분 이사금 | 제12대 신라 국왕 247년 - 261년 | 후 대 미추 이사금 |